# حسین طهماسبی
حسین طهماسبی، یکی از قربانیان حمله پلیس به تجمع معترضان به نتیجه اعلام شده انتخابات ریاست جمهوری دهم بود. بگفته «خبرگزاری دیده‌بان حقوق بشر کردستان»، وی در تظاهرات ۲۵ خرداد ۱۳۸۸ با اصابت ضربات باتوم پلیس به سرش در کرمانشاه کشته شد. بگفته این خبرگزاری خانواده طهماسبی برای برگزار نکردن مراسم ختم تحت فشار بوده‌اند.